# لاکلان نیبر
لاکلان نیبُر (انگلیسی: Lachlan Nieboer؛ زادهٔ ۱۱ سپتامبر ۱۹۸۱) بازیگر اهل بریتانیا است. وی از سال ۲۰۰۷ میلادی تاکنون مشغول فعالیت بوده‌است.
از فیلم‌ها یا برنامه‌های تلویزیونی که وی در آن نقش داشته است می‌توان به درون سپیدی (۲۰۱۲) و دانتون ابی (۲۰۱۱) اشاره کرد.